# Тарантул (Marvel Comics)
Тарантул  (англ. Tarantula) — псевдоним, которые носили некоторые персонажи в сериях комиксов Marvel Comics. Первый персонаж, носивший такой псевдоним, впервые появился в Ghost Rider №2 (апрель 1967). Первым суперзлодеем с таким псевдонимом стал Антон Мигель Родригес, впервые появившийся в The Amazing Spider-Man #134 (июль 1974). Кроме того, в нескольких выпусках комикса роль Черного Тарантула взял на себя наёмник Уильям Токрейн.

## Силы и способности

### Клей Райли
Для того, чтобы стать великим спортсменом и непревзойдённым мастером рукопашного боя, Антон носил перчатки с убирающимися клинками и ботинки с выдвижными бритвенно-острыми лезвиями, покрытыми наркотическими веществами, которые заставляли бы его жертву терять сознание. Клей учился в военном училище и был мастером рукопашного боя и кикбоксинга. После превращения в гигантского Тарантула из-за мутагенной сыворотки корпорации Бренда он получил сверхчеловеческую силу и способность прилипать к стенам. Также незадолго до смерти Клей получил возможность стрелять органическими лямками со спины.

### Антон Мигель Родригес
Благодаря формуле, изобретенной доктором Карлом Мендосом, Антон стал обладать сверхчеловеческой силой, ловкостью и выносливостью. Рефлексы во много раз превысили человеческие. Как и Клей Райли, он снабдил свои перчатки и сапоги выдвижными лезвиями, покрытыми смертельными наркотиками или ядами. Он также учился в военном училище и был отличным рукопашным бойцом, квалифицированным в различных боевых искусствах.

### Луис Альварес
Луис Альварез - второй персонаж, использующий псевдоним Тарантула. Он был специальным правительственным оперативником и бывшим капитаном в Дельвадской милиции, но не занимался террористической деятельностью.

### Мария Васкес
Мария Васкес была одета в такой же костюм. В отличие от остальных, была доброй и вступила в "Герои по найму".

### Токрейн
Прекрасный стрелок, мастер восточных единоборств. Обладал видоизмененными хрусталиками глаз, благодаря чему мог пускать паралитические красные лучи.

## Другие версии

### Ultimate
В Ultimate вселенной Тарантул появляется в сюжете Сага о клонах. Он является шестируким клоном Питера Паркера, созданным Доктором Осьминогом (также как Женщина-паук, деформированный Каин, Ричард Паркер и Скорпион). Тарантул пытался остановить Каина, когда тот собирался наделить Мэри Джейн суперсилами. В комиксе его имя не упомянуто. Оно было раскрыто только в ван-шоте Ultimate Secrets, вышедшем в январе 2008 года. 
Убит Доктором Осьминогом.

## Вне комиксов

### Телевидение
Тарантул появится в предстоящем мультсериале «Человек-паук: Первый год» 2024 года, являющимся частью медиафраншизы «Кинематографическая вселенная Marvel» (КВМ).